# أغوستينو غاروفالو
أغوستينو غاروفالو (بالإيطالية: Agostino Garofalo)‏ (مواليد 29 سبتمبر 1984 في توري أنونسياتا - إيطاليا) لاعب كرة قدم إيطالي يلعب حاليا لصالح نادي الدرجة الأولى سيينا الإيطالي منذ 2009 في مركز الظهير الأيسر كما يجيد اللعب في مركز الجناح الأيسر.

## روابط خارجية
- أغوستينو غاروفالو على موقع قاعدة بيانات كرة القدم.إي يو (الإنجليزية)
- أغوستينو غاروفالو على موقع Soccerway.com (الإنجليزية)
- أغوستينو غاروفالو على موقع عالم كرة القدم.نت (الإنجليزية)
- أغوستينو غاروفالو على موقع كووورة